# Речов
Речов (нем. Retschow) — община в Германии, в земле Мекленбург-Передняя Померания.
Входит в состав района Бад-Доберан. Подчиняется управлению Бад Доберан-Ланд.  Население составляет 920 человек (на 31 декабря 2023 года). Занимает площадь 18,82 км².